# Gordes
Gordes település Franciaországban, Vaucluse megyében. Lakosainak száma 1664 fő (2022. január 1.). Gordes Le Beaucet, Beaumettes, Cabrières-d’Avignon, Goult, Joucas, Ménerbes, Murs, Oppède, Roussillon, Saint-Pantaléon, Saumane-de-Vaucluse és Venasque községekkel határos.

## Története
A vulgientes vagy vordenses kelta törzs oppiduma volt, és a nevét is tőlük származtatják: Vordenses – Gordenses. A rómaiak idején a Cité de Cavaillonhoz tartozott, ahol Gallia egyik legrégebben alapított püspöksége működött.
Franciaország legszebb falvai közé sorolják. Festők kedvelt alkotóhelye, nyáron számos kiállítást látogathatnak a turisták. Itt alkotott sok éven át Victor Vasarely, André Lhote, Marc Chagall és Jean Deyrolle. Vasarely saját költségén renováltatta Gordes várát, ahol didaktikai múzeumot létesített, amelyet 1970. június 6-án Georges Pompidou elnök felesége, Claude asszony nyitott meg. A múzeum 1996-ban megszűnt, amikor Vasarely 500 alkotását átvitték az Aix-en-Provence-i Vasarely Alapítvány múzeumába. 1997 áprilisa óta Pol Mara (Léopold Leysen) belga festő és grafikus 200 műve látható állandó kiállítás keretében.
Gordes határában állnak a borie-k, kőkunyhók, a kelta–ligur építészet emlékei. Az álboltozatú, habarcs nélkül, szárazkőből összerakott legrégibb viskók a 17. századból származnak, de még a 19. században is építettek néhányat. A pásztorok beállónak, menedéknek használták, gabonát tároltak bennük, sőt az otthonuktól távol élő parasztok tavasztól őszig laktak is a kunyhókban. A közelben szőlőt, olívabogyót, gabonát termesztettek és selyemlepkét tenyésztettek. Hasonló viskókat építettek Franciaország nagy részén, amikor 1761-ben XV. Lajos francia király rendeletben engedélyezte az új földek feltörését az éhínség megelőzésére.

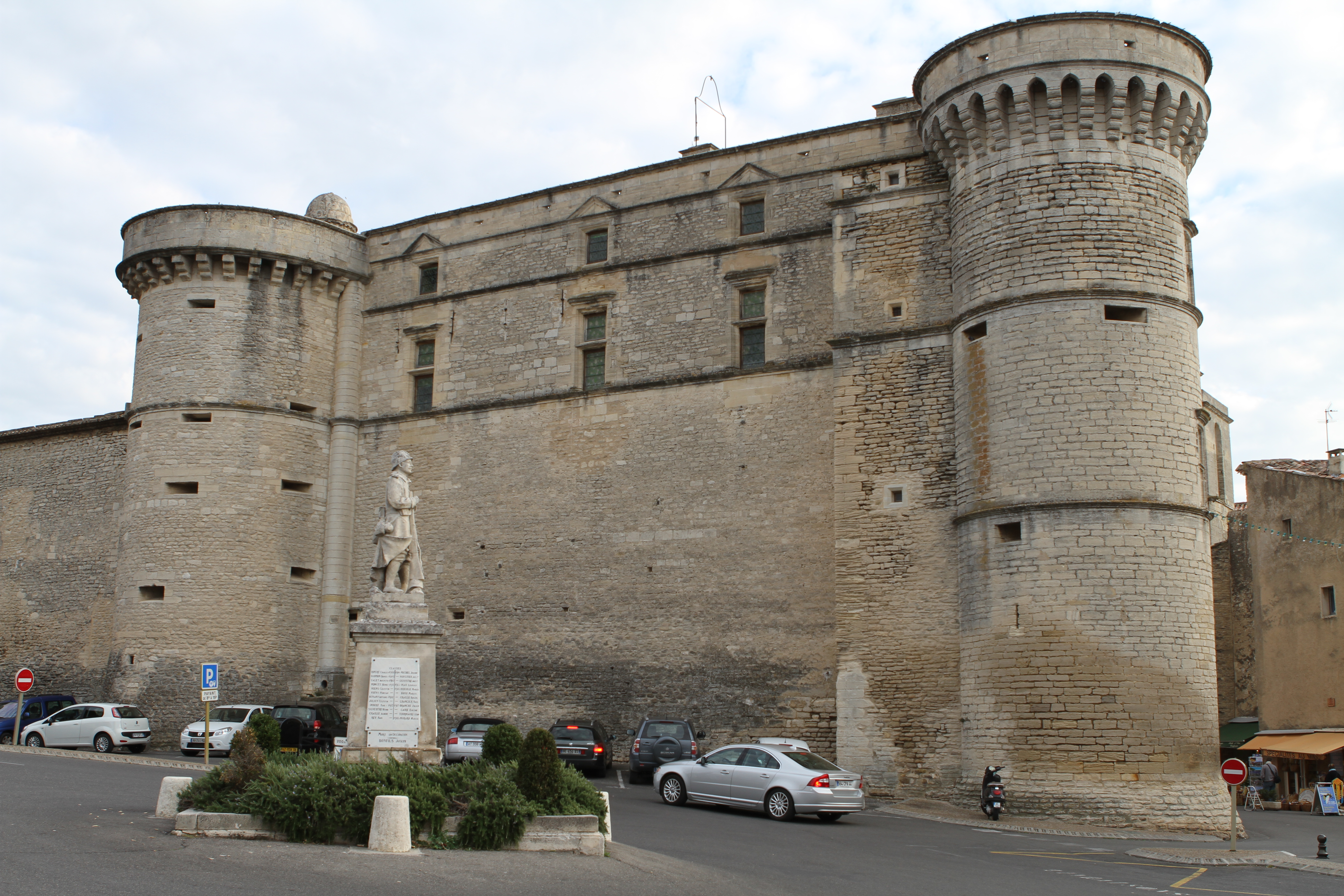
Gordes vára
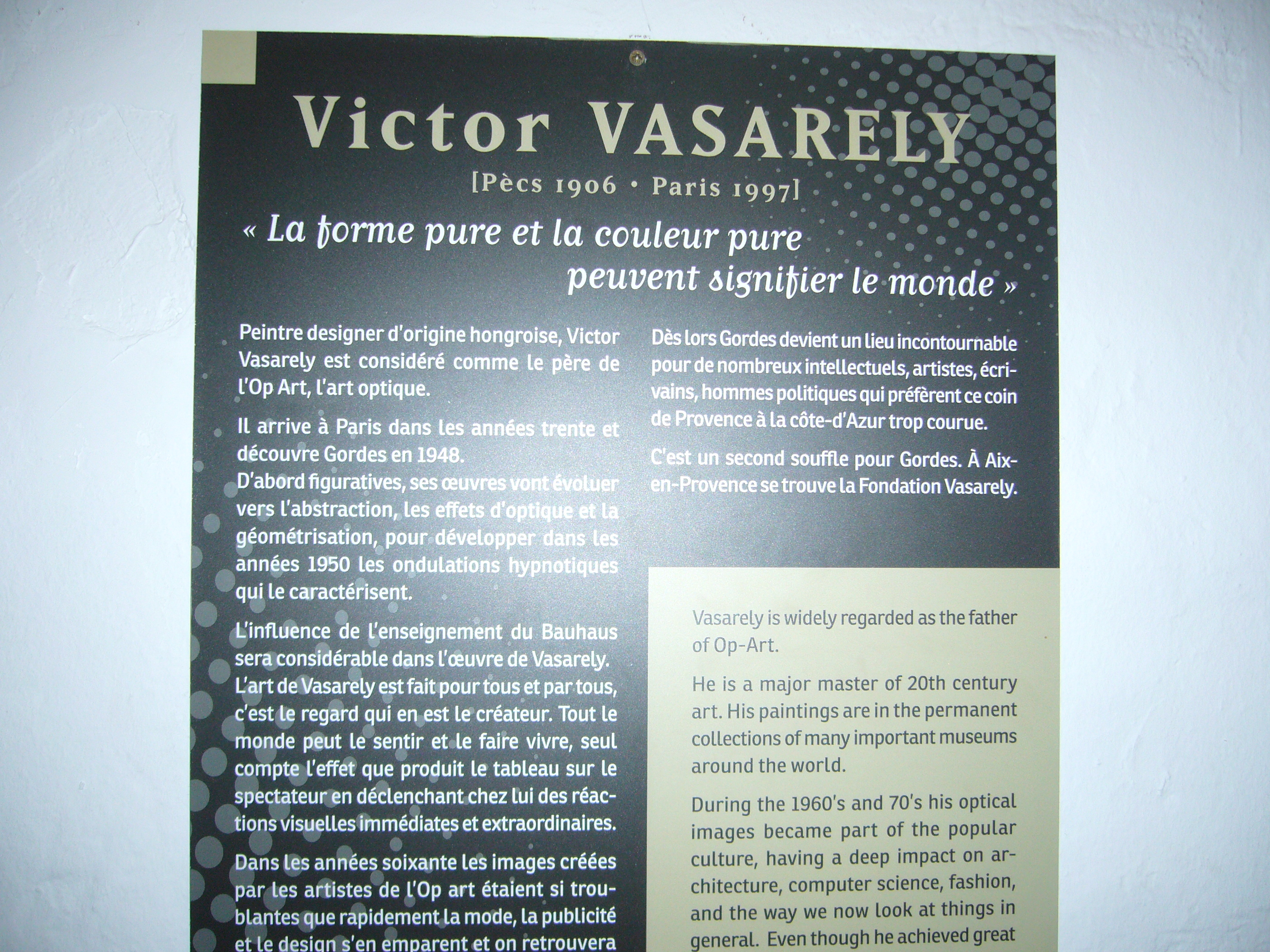
Emlékposzter Victor Vasarely tiszteletére a gordes-i várban
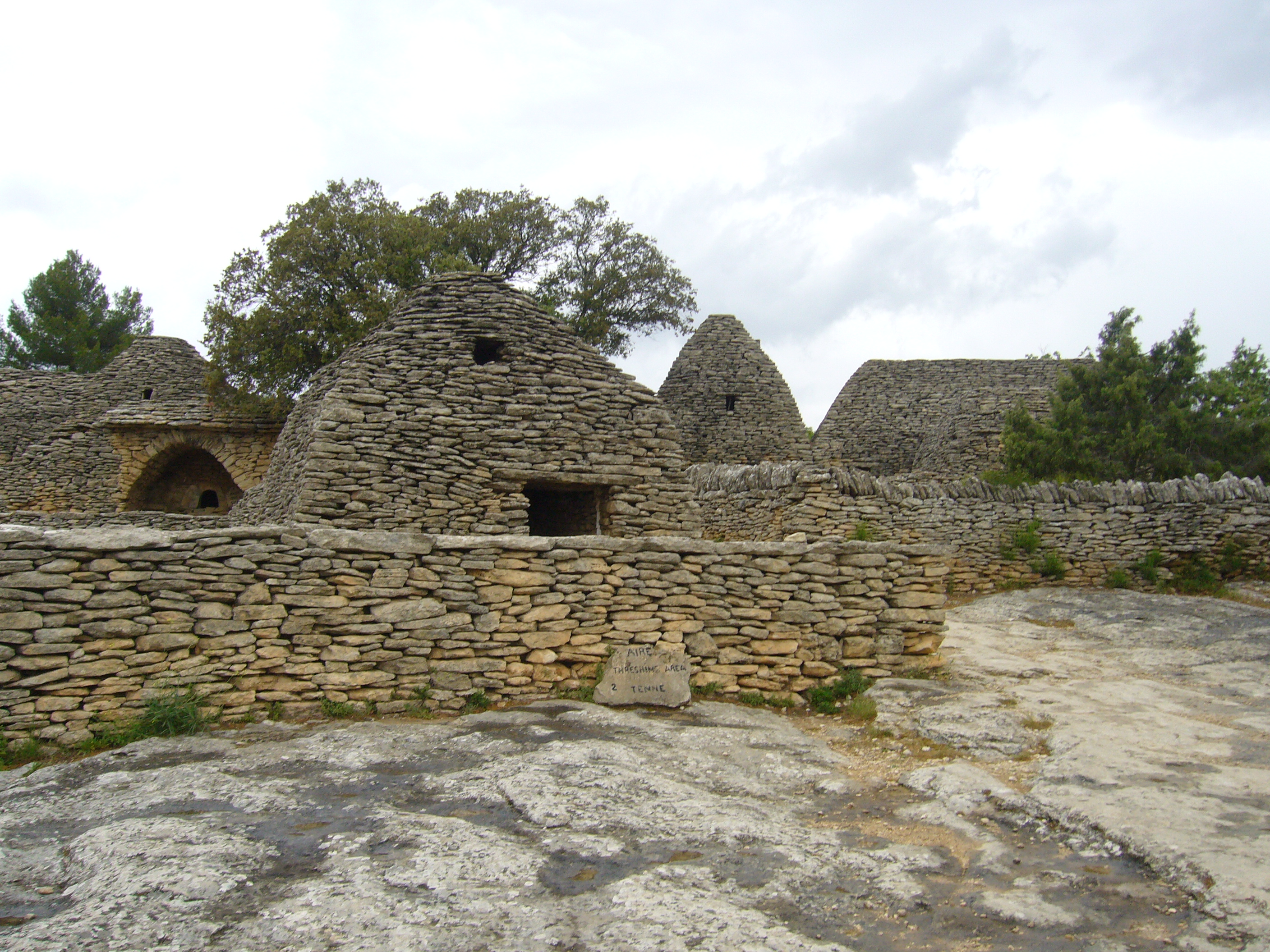
Kőkunyhók (borie)
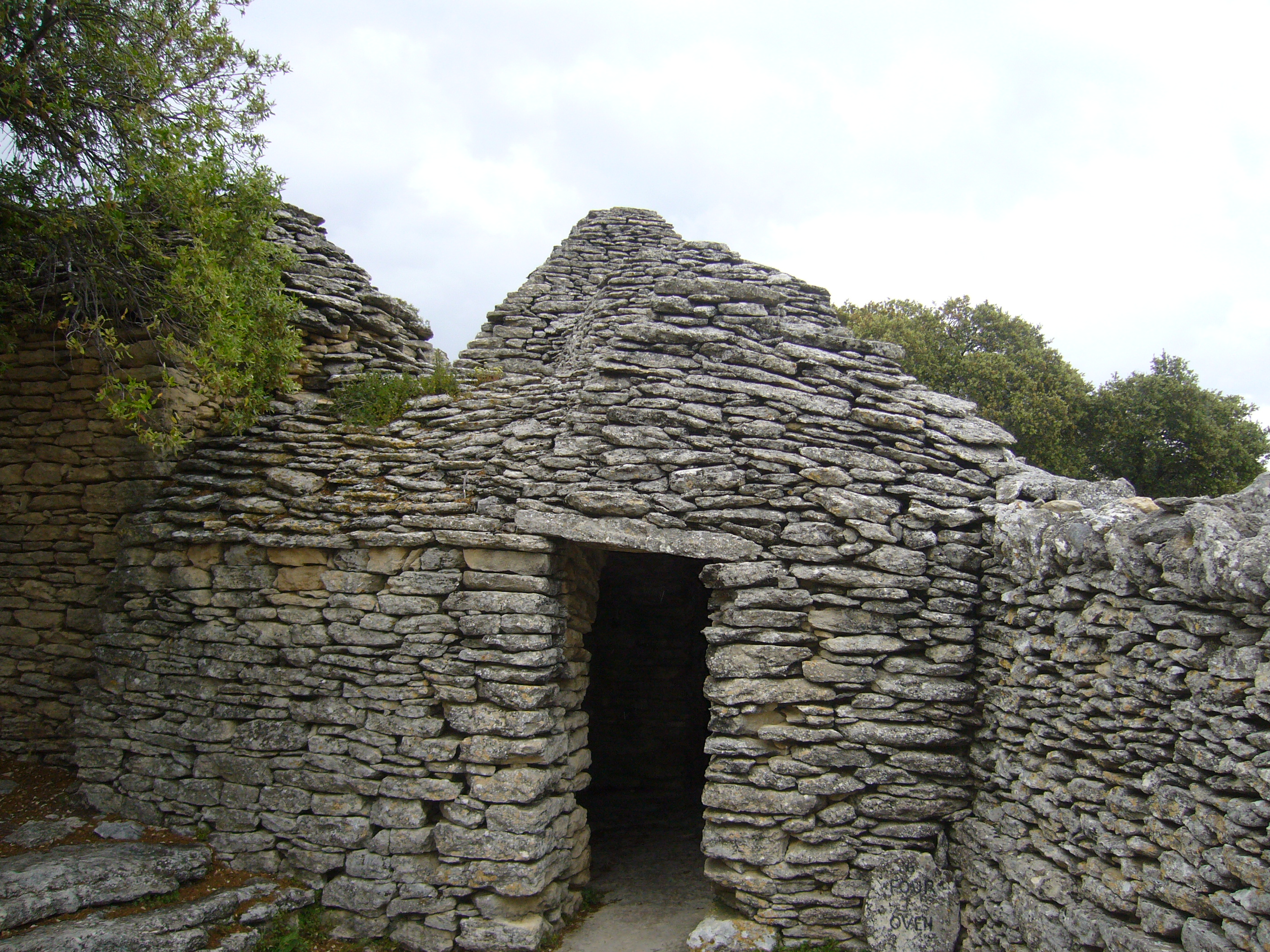
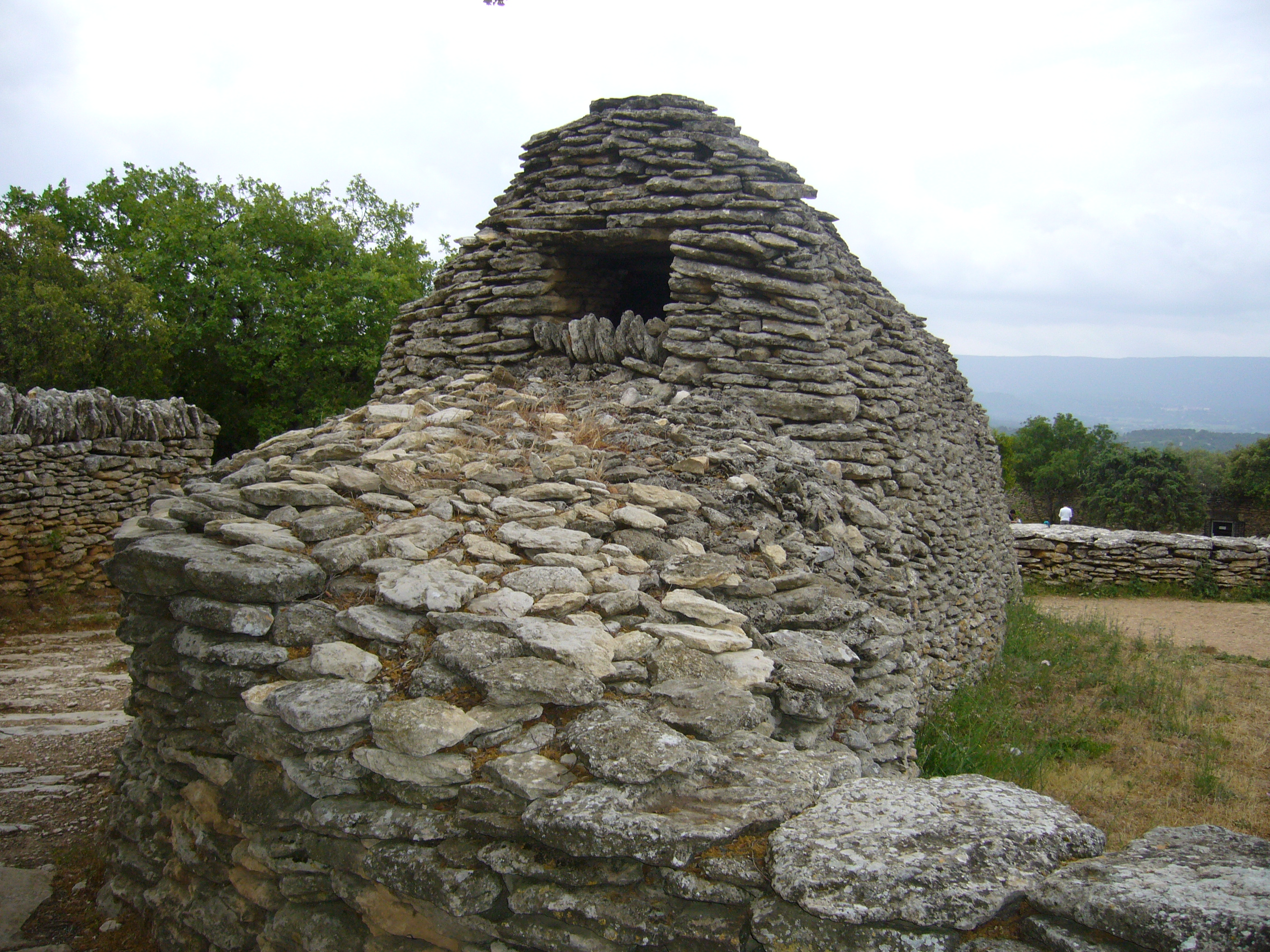

## Népesség
A település népességének változása:
| Lakosok száma | 1946 | 1974 | 1873 | 1773 | 1672 | 1670 | 1666 | 1666 | 1664 |
|               | 2013 | 2015 | 2016 | 2017 | 2018 | 2019 | 2020 | 2021 | 2022 |